# اجیپت‌ایر کارگو
اجیپت‌ایر کارگو (انگلیسی: EgyptAir Cargo) شرکت هواپیمایی مصری است، که در سال ۲۰۰۲ تأسیس شد.